# Василь Дрозденко
Васи́ль Дро́зд (Дрозде́нко, Дрозде́цький) (близько 1620 — †1665) — брацлавський полковник. Ватажок повстанців на Правобережжі.

## Біографічні відомості
Уперше згаданий у джерелах 1654 року як городовий отаман містечка Ольшанське Ніжинського полку (нині село Олешня Охтирського району Сумської області).
1656 року був сотником у полку білоруського полковника Івана Нечая, брата Данила Нечая. Пізніше перейшов на Подністров'я, діяв переважно поблизу Рашкова, ймовірно, був пов'язаний із Запорозькою Січчю. Один з активних учасників антипольського повстання на Правобережній Україні (див. Повстання правобережне 1664–1665). 1665 розгромив війська гетьмана Правобережної України П.Тетері, після чого той втік до Польщі. Був тоді "запорозьким полковником", а після смерті брацлавського полковника І.Сербина 27 (17) квітня 1665 зайняв його місце.
Після усунення Тетері виявив свої претензії на гетьманську булаву. Дотримувався промосковських позицій, що викликало конфлікт із П.Дорошенком. У ході боротьби засів з великим військом, в якому було чимало сербів і молдован, у містечку Брацлав, тримав оборону понад 2 місяці. 15 жовтня 1665 капітулював, і його привезли до м. Чигирин. У травні 1666 здійснив невдалу спробу втечі до лівобережного гетьмана І.Брюховецького, викравши гетьманську булаву, за що його й було розстріляно за наказом П.Дорошенка.
Був одружений. Можливо, його сином чи онуком був Яків Дрозденко - чорнухинський сотник Лубенського полку (1725 рік).

## У літературі
- Дилогія «Честь і плаха. Сторінки невідомої історії часів великої Руїни (1664-1703 роки)» [Архівовано 23 грудня 2015 у Wayback Machine.]  — історичний роман Олександра Дмитрука